# Le Chambon
Le Chambon ist eine französische Gemeinde mit 60 Einwohnern (Stand 1. Januar 2022) im Département Ardèche in der Region Auvergne-Rhône-Alpes.
Ihre Bewohner werden Chambonnais(es) genannt.

## Geografie
Die Gemeinde erstreckt sich im Zentrum des Zentralmassivs und grenzt an die Nachbarkommunen Mariac und Saint-Martial. Sie ist Teil des Regionalen Naturparks Monts d’Ardèche. Die nächstgrößere Stadt ist Aubenas in 25 Kilometern Entfernung südöstlich gelegen. Der Fluss Dorne durchfließt das Gemeindegebiet.

## Geschichte
Der Ort stand im Mittelalter unter der Lehnsherrschaft der reichen Familie Chambon. Erst 1904 bekam das Dorf den Status einer eigenständigen Gemeinde, nachdem man sich vom industrieller geprägten Ort Saint-Andéol-de-Fourchades abgespalten hatte.
Während des Zweiten Weltkrieges widersetzten sich die Bewohner der von den Deutschen geforderten Auslieferung ansässiger Juden – ein Beispiel für den Widerstand und die Verweigerung von Gehorsam wider besseres Wissen.

### Bevölkerungsentwicklung
| Jahr                       | 1962 | 1968 | 1975 | 1982 | 1990 | 1999 | 2009 | 2016 |
| Einwohner                  | 211  | 150  | 97   | 94   | 83   | 74   | 56   | 43   |
| Quellen: Cassini und INSEE |      |      |      |      |      |      |      |      |

## Kultur und Sehenswürdigkeiten
Die Gemeinde beherbergt viele historische Häuser, die zum größten Teil wiederhergerichtet worden sind. Auch die Kirche Notre-Dame aus dem 14. Jahrhundert wurde zusammen mit den alten Fresken 1970 restauriert.